# Creep (2014)
Creep é um filme independente de 2014 dirigido por Patrick Brice, baseado em uma história escrita por Brice e Mark Duplass, e é a estreia de Brice como diretor, também. O filme estreou em 8 de março de 2014, no South by Southwest, e foi lançado em vídeo sob demanda em 23 de junho de 2015, antes de um lançamento internacional via Netflix em 14 de julho de 2015.
O filme segue Aaron (retratado por Brice), um cinegrafista que responde a um anúncio críptico no Craigslist, criado por Josef (retratado por Duplass). À medida que eles se aproximam, ele descobre que seu cliente não é quem ele estava esperando.

## Elenco
- Mark Duplass como Josef
- Patrick Brice como Aaron
- Katie Aselton como Angela (voz)

## Lançamento
Creep teve sua estreia mundial no South by Southwest em 8 de março de 2014 e direitos do filme foram adquiridos pela RADiUS-TWC pouco depois. Os planos de lançar o filme sob demanda em outubro de 2014 foram cancelados pela RADiUS. Em junho de 2015, The Orchard e a Sony Pictures Home Entertainment (empresa-mãe da Orchard) adquiriram os direitos de distribuição do filme. O filme foi lançado em 23 de junho de 2015, sob demanda, antes de um lançamento global na Netflix em 14 de julho de 2015.

### Home media
Creep foi lançado em DVD em 5 de abril de 2016 pela Sony Pictures Home Entertainment.